# Alex Pagulayan
Alejandro Salvador „Alex“ Pagulayan (* 25. Juni 1976 in Cabagan, Isabela) ist ein philippinisch-kanadischer Poolbillard- und Snookerspieler.

## Karriere

### Poolbillard
Sein erster größerer Erfolg war der Gewinn der Weltmeisterschaft im Trickshotpoolbillard im Jahre 2002. Ein Jahr später stand er im Finale der 9-Ball-WM, wo er sich jedoch Thorsten Hohmann aus Deutschland geschlagen geben musste. Im folgenden Jahr schaffte er es jedoch erneut bis ins Finale und siegte gegen den Taiwaner Chang Pei-wei.
2005 konnte er außerdem die 29. Auflage der US Open im 9-Ball gewinnen, was vor ihm nur drei, nicht aus den USA stammenden, Spielern gelang. Ebenfalls 2005 gewann er mit dem Philippinischen Team Gold bei den Südostasienspielen.
2008 gewann er das World Pool Masters, nachdem er 2006 bereits einmal im Finale stand. 2016 erreichte er zum dritten Mal das Halbfinale der 9-Ball-WM, das er jedoch mit 4:11 gegen den späteren Weltmeister Albin Ouschan verlor.

### Snooker
2012 wurde er als amtierender nationaler Meister im Snooker vom kanadischen Verband als Spieler für die Snooker Main Tour nominiert; verzichtete jedoch auf eine Teilnahme.

## Erfolge
(Auswahl)
| World Pool Trickshot Champion:        | 2002       |
| IBC Western Canadian Open:            | 2003       |
| Joss Tour Grand Final:                | 2003       |
| 9-Ball-Weltmeister:                   | 2004       |
| Derby City Classic 10-Ball Ring Game: | 2005       |
| US Open 9-Ball:                       | 2005       |
| Südostasienspiele 8-Ball-Einzel:      | 2005       |
| Südostasienspiele 9-Ball-Doppel:      | 2005       |
| Südostasienspiele Snooker-Mannschaft: | 2005       |
| Philippinischer Poolbillard-Meister:  | 2006       |
| World Summit of Pool:                 | 2007       |
| World Pool Masters:                   | 2008       |
| Kanadischer Snooker-Meister:          | 2011, 2012 |
| Derby City Classic 9-Ball:            | 2013       |